# Patró clapejat
Un patró clapejat és qualsevol patró mimètic basat en clapes de colors que poden suggerir, indistintament, taques d'oli o de greix, núvols, fullatge desenfocat, branquillons, etc.; pot incloure pics, o tenir-ne com a element bàsic.

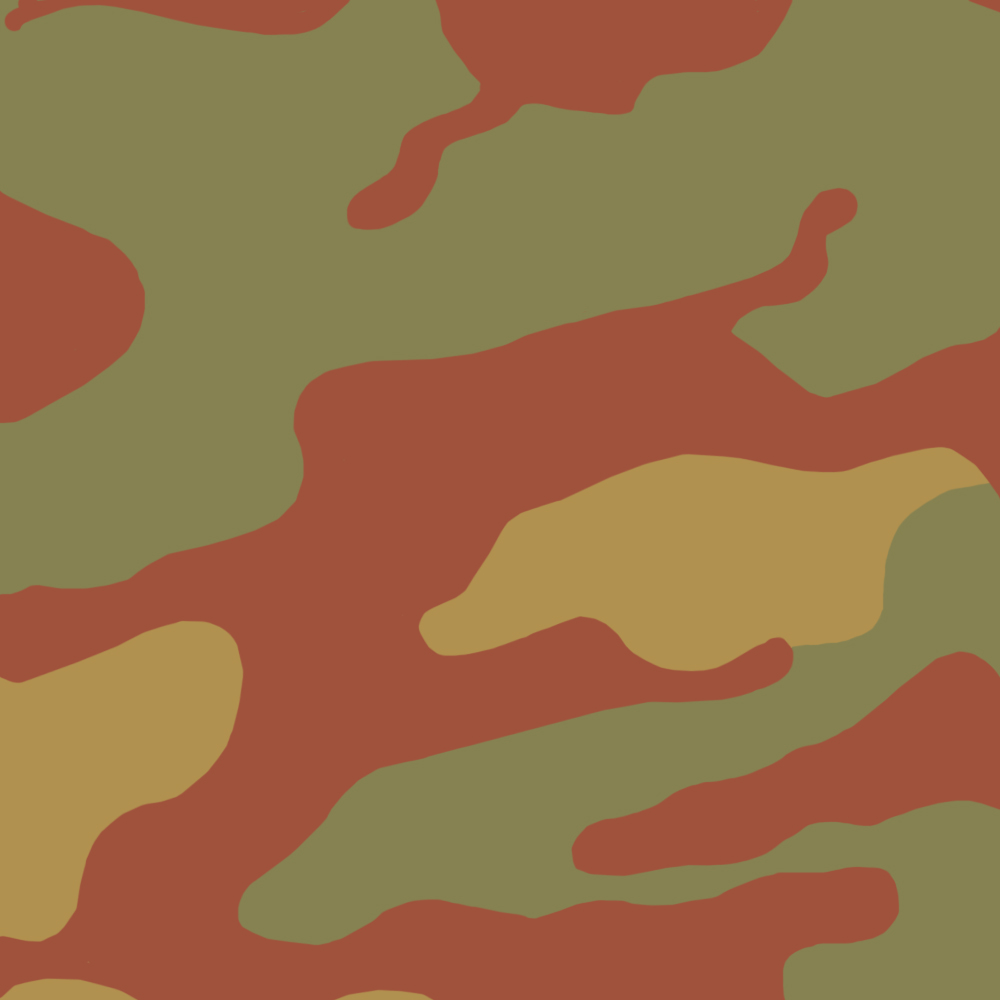
telo mimetico (Itàlia)
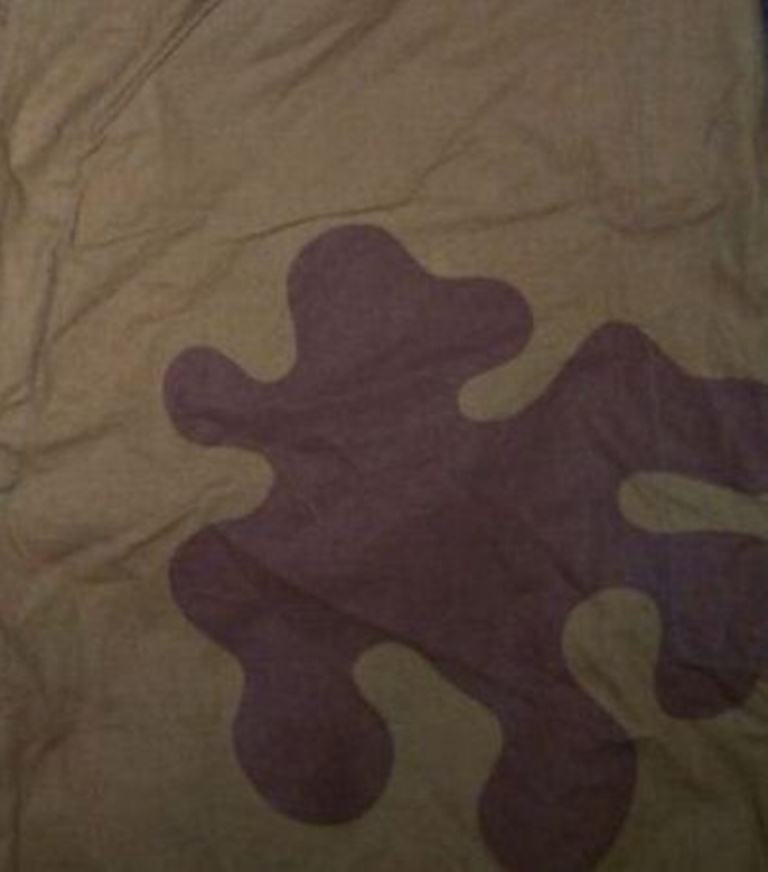
ameba (URSS)
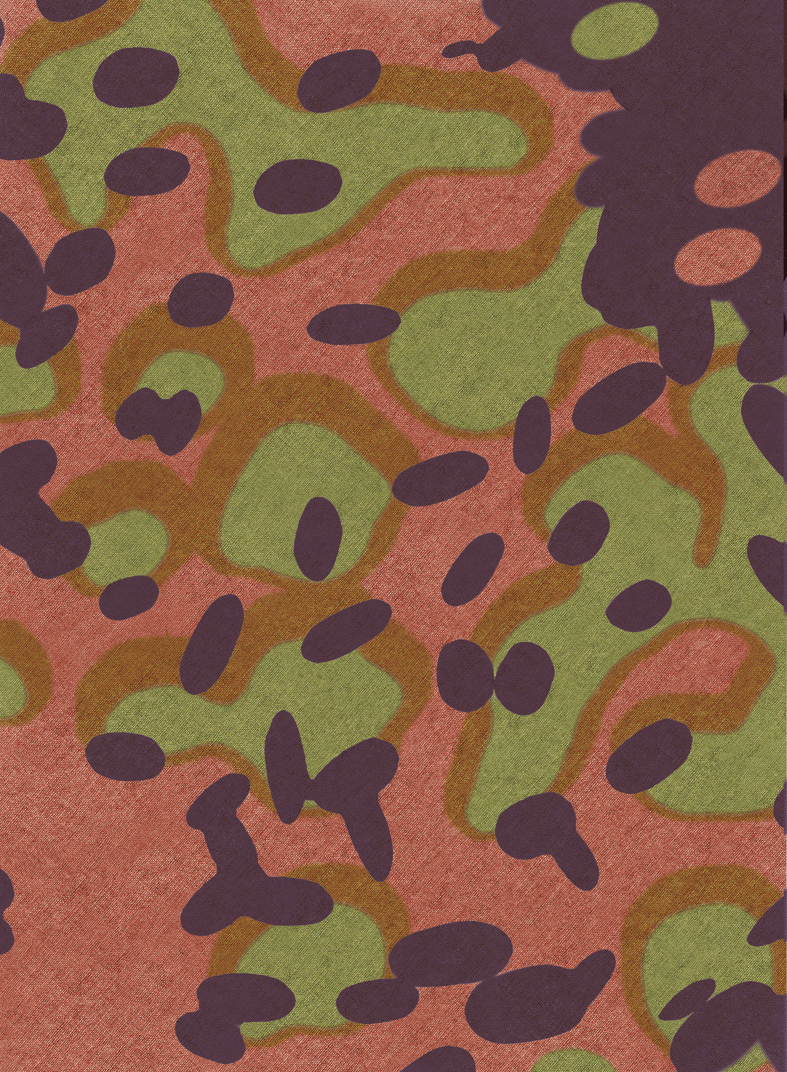
Platanenmuster (Tercer Reich)
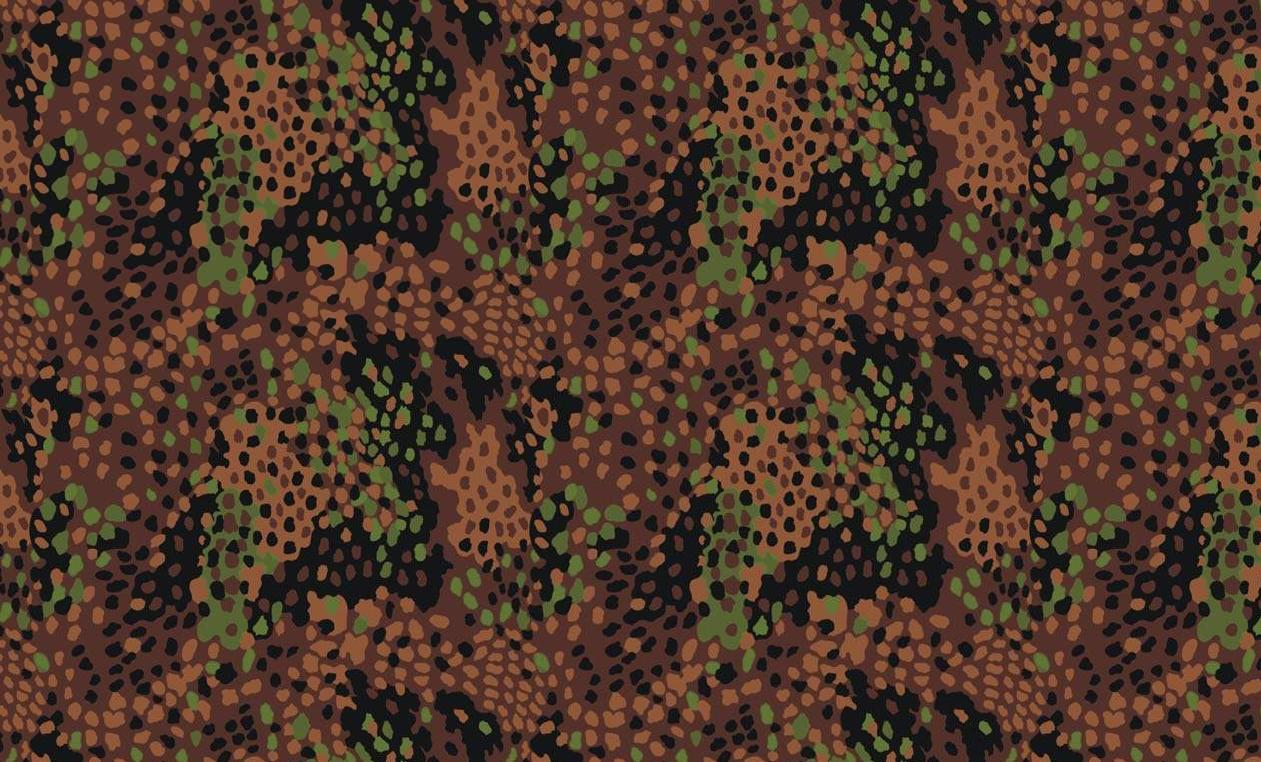
Erbsenmuster (Tercer Reich)
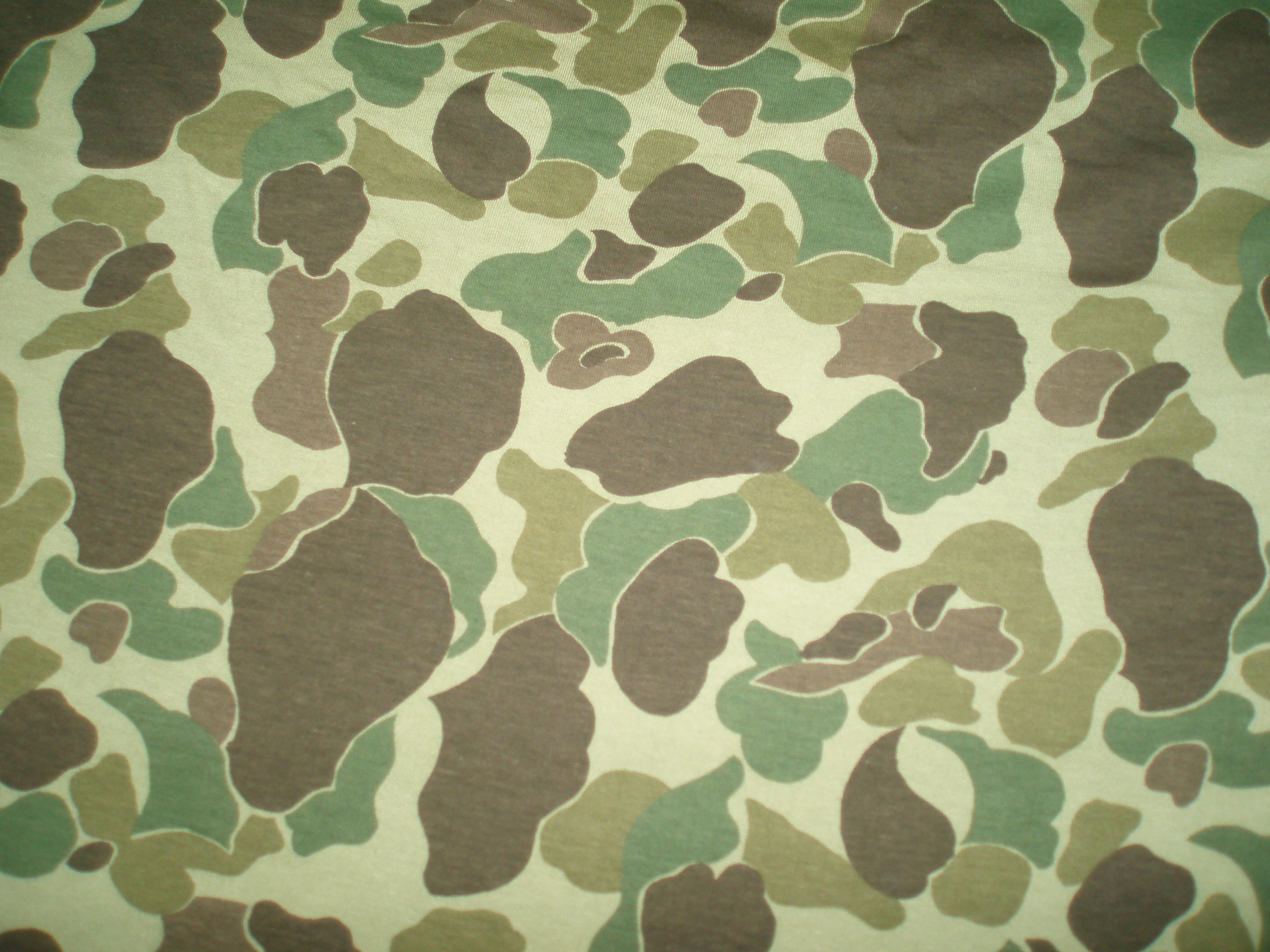
duck hunter (EUA)
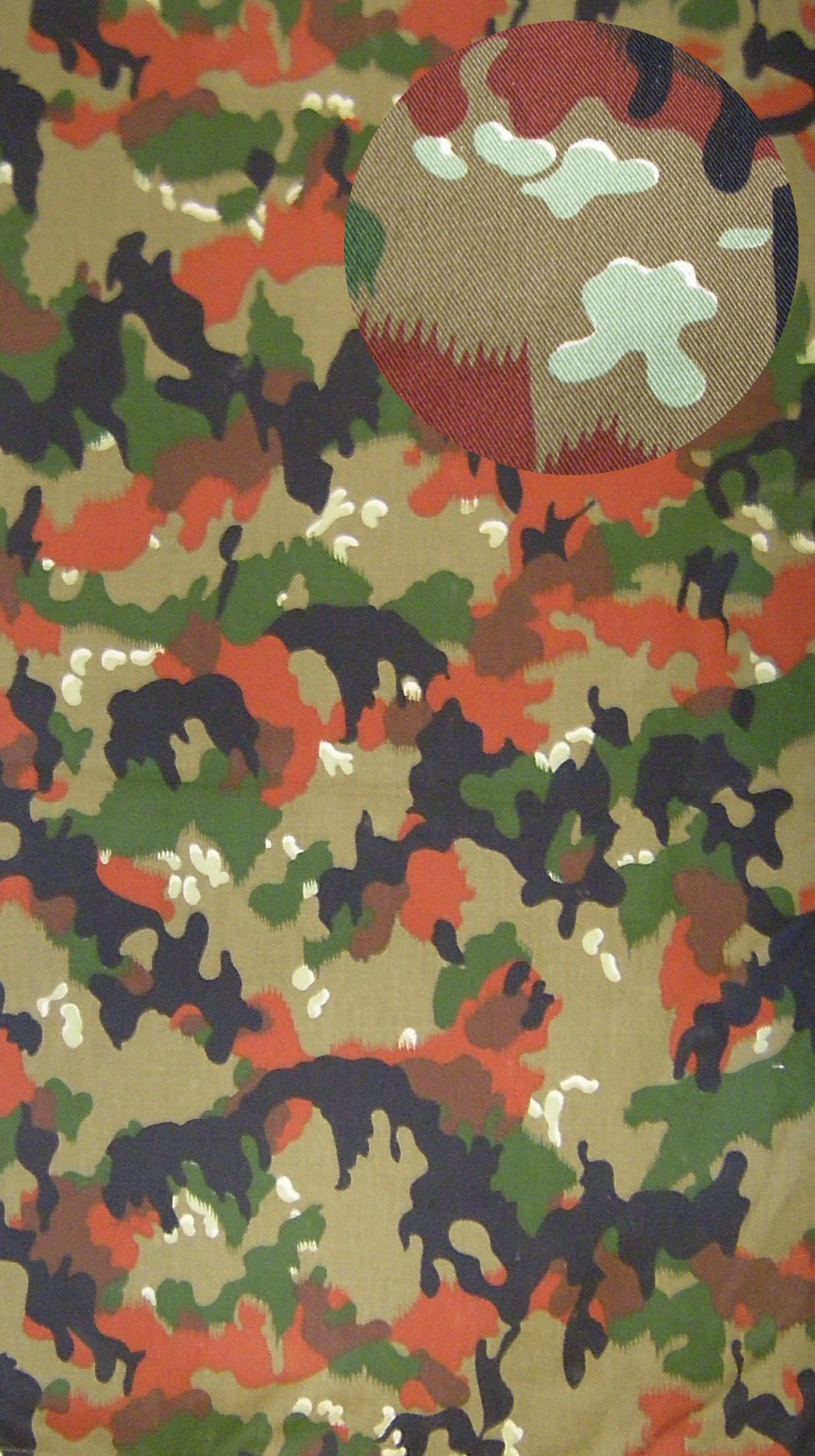
Alpenflage (Suïssa)
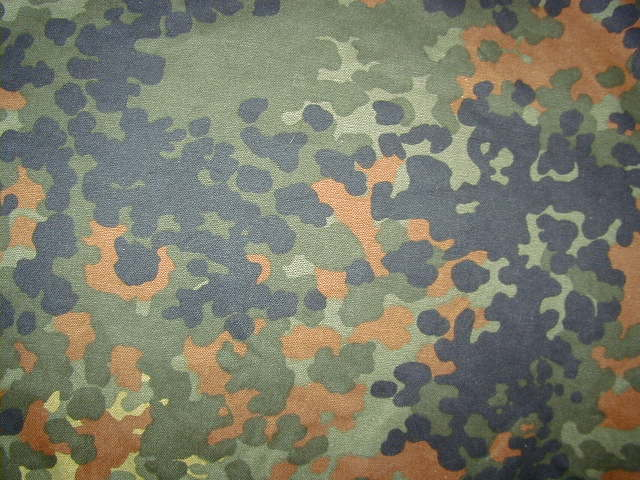
Flecktarn (RFA)
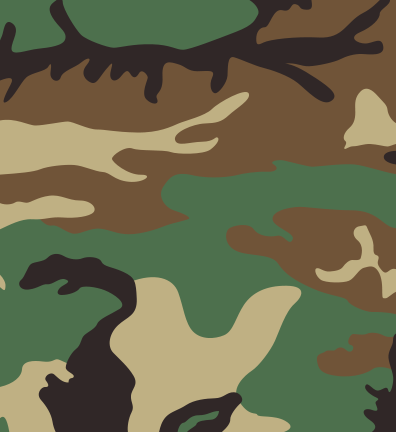
woodland (EUA)

Exemples de patrons clapejats especialment famosos o influents 

## Composició i incidència
Els patrons clapejats componen una família estrictament tipològica en què poden encabir-se:
- patrons aïllats;
- agrupaments de patrons, cadascun dels agrupaments format per patrons estilísticament similars, però sense relació històrica entres si (C, N i R s'assemblen estilísticament);
- grups orgànics de patrons, amb cada grup incloent patrons històricament relacionats entre si (d'un patró fundacional X deriven x1, x2, xn, per imitació, desenvolupament, etc.).

Probablement la majoria de patrons mimètics es pot adscriure tipològicament a la família clapejada. Dit altrament, la tipologia clapejada agrupa un nombre de patrons superior a la suma de totes les altres famílies.

## Inventari i classificació
Sense voluntat exhaustiva, podem incloure en la família clapejada, per ordre cronològic d'aparició:
- patró telo mimetico (més imitacions i derivacions)
- grup Waffen-SS (Platanenmuster, Erbsenmuster, etc.)
- grup ameba
- grup caçador d'ànecs (duck hunter)
- grup beriozka
- grup Leibermuster (Leibermuster nazi, duby, Alpenflage, Bundeswehr-Leibermuster)
- grup fullatge (escola estatunidenca), o leaf/woodland (ERDL, woodland i imitacions)
- patró mraky
- grup de trencaclosques (ABL, puzzle, jigsaw)
- patró Flächentarn (Flächentarnmuster, àlies Blumentarn)
- patró Fleckerlteppich (derivació evident del grup Waffen-SS)
- patrons moro, pantera i puma
- patró chocolate chip (i imitacions)
- grup Flecktarn (probable derivació del grup Waffen-SS)
- grup flora

## Fronteres amb altres famílies
Es pot dir que també els patrons estellats consisteixen en "clapes" de colors, però aquestes clapes presenten perfils poligonals, rectes o en aresta, a manera d'estelles, contrastant amb el perfil suau o arrodonit, o a manera de branquillons, que caracteritza les taques pròpies dels patrons clapejats.
Els patrons pinzellats es distingeixen essencialment dels clapejats perquè no presenten clapes ni taques, sinó traços.
Els patrons digitals presenten píxels, i no clapes.
Són autoevidents les diferències amb els patrons de fullatge d'encuny soviètic, tan figuratius, i, no cal dir-ho, amb els inconfusibles patrons pluvials.

## Història
Vegeu l'article Patró mimètic, epígraf "Síntesi històrica".